# 161 (số)
161 (một trăm sáu mươi mốt) là một số tự nhiên ngay sau 160 và ngay trước 162.